# Hypsiscopus plumbea
Hypsiscopus plumbea är en ormart som beskrevs av Boie 1827. Hypsiscopus plumbea ingår i släktet Hypsiscopus och familjen Homalopsidae. Internationella naturvårdsunionen kategoriserar arten globalt som livskraftig. Inga underarter finns listade i Catalogue of Life.
Denna orm förekommer från Indien, Myanmar och sydöstra Kina över det sydostasiatiska fastlandet och Sumatra till Java och Sulawesi. Arten når i bergstrakter 1200 meter över havet. Habitatet utgörs av fuktiga områden som träskmarker eller regioner kring sjöar och vattendrag. Hypsiscopus plumbea besöker även risodlingar.